# Luau (canción)
«Luau» es una canción escrita por Bruce Morgan y grabada por The Beach Boys, durante sus primeros años.
La canción nunca fue lanzada en ningún álbum de estudio, pero si fue publicado en el lado B de su primer sencillo "Surfin'". Con los años la grabación se perdió entre los archivos de Capitol, hasta que fue encontrada y editada en el álbum de compilación Lost & Found (1961-1962) de 1991.
Luau significa fiesta playera en hawaiano. 

## Músicos
- Al Jardine - vocal
- Mike Love - vocal
- Brian Wilson - vocal, batería
- Carl Wilson - guitarra, vocal
- Dennis Wilson - vocal

Según se sabe, Dennis Wilson abandonó la sesión algo temprano, después de una discusión con su padre, Murry Wilson, quien supervisaba la sesión. Y por eso Brian Wilson lo reemplazó en la batería.